# Else Lasker-Schüler
Else Lasker-Schüler (ur. 11 lutego 1869 w Elberfeldzie, zm. 22 stycznia 1945 w Jerozolimie) – niemiecka poetka narodowości żydowskiej.

## Życiorys
Jej rodzicami byli bankier i przedsiębiorca budowlany Aron Schüler (1825–1897) i jego żona Jeannette z domu Kissing (1838–1890). Jej dziadek był rabinem. Tworzyła lirykę ekspresjonistyczną. Wychowała się w tradycyjnej rodzinie żydowskiej, zaś jako dorosła kobieta życie spędziła w bohemie. W 1933 roku wskutek nacisków nazistowskich została zmuszona do emigracji. Znalazła się w Szwajcarii, następnie – od 1939 roku – przebywała w Palestynie. W 1932 roku otrzymała Nagrodę Kleista. Zmarła w osamotnieniu i biedzie.
Była dwukrotnie zamężna. W 1894 wyszła za lekarza Bertholda Laskera. Rozwiodła się z nim w 1903. W latach 1903–11 była żoną Georga Lewina.
Gottfried Benn nazwał ją największą niemiecką poetką liryczną. Była ona określana również mianem „Czarnym łabędziem Izraela” lub „Izraelską Safoną”.

## Dzieła
- Styx (pierwszy wydany tomik poezji 1902)[2]
- Der siebente Tag (drugi tomik poezji 1905)
- Die Wupper (1908, prapremiera w 1919)[2]
- Meine Wunder (1911)
- Hebräische Balladen (1913)[2]
- Gesammelte Gedichte (1917)
- Mein blaues Klavier (1943)

## Opracowania
- Franz Baumer: Else Lasker-Schüler. Edition Colloquium, Berlin 1998.
- Sigrid Bauschinger: Else Lasker-Schüler. Göttingen 2004.
- Jakob Hessing: Else Lasker-Schüler: Biographie einer deutsch-jüdischen Dichterin. Karlsruhe 1985.
- Erika Klüsener: Else Lasker-Schüler. 10. Auflage. Reinbek 2002.
- Erika Klüsener und Friedrich Pfäfflin: Else Lasker-Schüler 1869 – 1945. 3. Auflage. Marbach am Neckar 1997.